# Leichtdach
Der Begriff Leichtdach bezeichnet Dachelemente, deren Eigengewicht 10 kg/m² nicht überschreitet. Im Gegensatz zu herkömmlichen Dachziegeln deren Gewicht zwischen 40 und 100 kg/m² liegt, kommen Leichtdächer oft bei schwachen Dachstühlen mit Statikproblemen zum Einsatz.

## Einsatz
Einsatzgebiete sind vor allem Vordächer, Garagendächer, Carportdächer aber auch Industriebauten und Einfamilienhäuser.
Leichtdachelemente haben jedoch nicht nur im Gewicht, sondern durchaus auch in den Bereichen Optik und Widerstandsfähigkeit Vorteile. Aus diesem Grund stellen Leichtdächer eine wirkliche Alternative zur traditionellen Dacheindeckung dar. Besonders in Bereichen mit geringer Dachneigung werden großformatige Leichtdachplatten bevorzugt. Sie ermöglichen eine komplette Überdeckung ohne horizontalen Stoß.

## Materialien
Einige Materialien die beim Bau von Leichtdächern zur Verwendung kommen sind Stahl, Aluminium, Faserzement, Bitumen oder Kunststoff. Diese Materialien sind im Gegenzug zu herkömmlichen Dachschindeln relativ leicht zu bearbeiten und zu formen. Unter anderem auch wegen ihrer Bearbeitungsmöglichkeiten sowie ihrer Formbarkeit. Auch eine Bearbeitung an der Baustelle ist problemlos möglich.

## Optik
Vielfältige Optiken wie zum Beispiel Dachpfannen, Schieferschindeln, Biberdächer, Trapez- und Wellplatten erhöhen den architektonischen Gestaltungsspielraum.

## Verlegung
Die Verlegung erfolgt in der Regel hinterlüftet. Dabei kann oftmals, aufgrund des geringen Gewichtes, das alte Dach erhalten bleiben. Somit kann der normale Betrieb unterhalb der Bedachung fortgeführt werden. Weiterhin entfallen Entsorgungskosten. Auch nicht zu vernachlässigen ist der Zeitaspekt. Leichtdächer sind oftmals als großformatige Platten erhältlich, so dass die Verlegezeit gering ist. Allerdings müssen bei Beschädigungen des Leichtdaches oftmals komplette Elemente ausgetauscht werden, wohingegen bei herkömmlichen Bedachungen nur die betroffenen Ziegel auszutauschen sind.